# SS Kachidoki Maru
Le SS Kachidoki Maru (勝鬨丸) était un ancien navire à passagers américain du nom de SS Wolverine State lancé en 1920. Il a été capturé par la marine impériale japonaise en 1941. Il a été torpillé par le sous-marin américain USS Pampanito le 12 septembre 1944 entrainant la noyade de nombreux prisonniers de guerre britannique, soldats et membres d'équipage japonais.

## Historique
Le SS Wolverine State a été construit en 1920, l'un des sept navires de type Design 1095 ship (en), par le United States Shipping Board de la New York Shipbuilding Corporation à Camden. Rebaptisé President Harrison en 1922, il était exploité par Swayne & Hoyt Lines sur un service reliant la côte ouest des États-Unis au Brésil et à l'Argentine avec la ligne Pacifique-Argentine-Brésil. En 1923, le navire a été transféré à la American President Lines et a navigué sur leur "service de passagers autour du monde" jusqu'en 1938.
Affrété par l'United States Navy en tant que transport de troupes en décembre 1941 pour évacuer le 4e régiment de Marines de Shanghai (et transportant les caisses avec le restes du Peking Man maintenant perdu), il a été échoué lors du voyage de retour pour une évacuation supplémentaire, mais récupéré et réparé par les Japonais, qui l'ont rebaptisé Kakko Maru et plus tard Kachidoki Maru.

## Naufrage
Le transport de troupes et hell ship faisait partie du convoi HI-72, transportant quelque 950 prisonniers de guerre australiens et britanniques et 1.095 Japonais de Singapour à Formose (Taïwan). Un autre navire du convoi était le SS Rakuyō Maru avec 1.317 prisonniers de guerre alliés à bord.
Le matin du 12 septembre 1944, le convoi est attaqué dans le détroit de Luçon par une meute de loups composée de trois sous-marins américains : Growler, Pampanito et Sealion. Rakuyō Maru a été torpillé par Sealion et coulé avec 1159 prisonniers de guerre tués.
Le Kachidoki Maru a été torpillé et coulé par Pampanito. Les destroyers japonais ont sauvé la plupart des prisonniers japonais et 520 prisonniers britanniques du Kachidoki Maru. 431 prisonniers de guerre, 45 soldats et 12 membres d'équipage ont été tués. Les survivants ont été transférés sur le Kibutsu Maru et emmenés au Japon.

### Liens connexes
- Liste des hell ships japonais
- Liste des navires-hôpitaux coulés pendant la Seconde Guerre mondiale
- Liste des navires coulés par sous-marins par nombre de morts